# Bitka za Poitiers
Bitka za Poitiers (eng. Battle of Poitiers) je bila bitka između Engleske i Bretanje protiv Kraljevine Francuske i Škotske. Odvila se blizu grada Poitiersa 3. rujna 1356. godine.

## Pozadina
Sama bitka za Poitiers je samo dio velikog Stogodišnjeg rata (1337. – 1453.), koji je nastao jer su se engleski kralj Edvard III. i francuski kralj Filip VI. sukobili. U pozadini sukoba bila je Edvardova želja da bude francuski kralj te njegovi posjedi u toj državi, a povod za rat je bio kad je kralj Filip VI. oduzeo Edvardu III. jedan posjed u Francuskoj. Edvard je nakon toga objavio Francuskoj rat.
1355. godine Edvard III. je prešao kanal i počeo osvajati Francusku. S njim su bila i njegova djeca, pa je tako njegov drugi sin Ivan osvojio Normandiju. Edward Crni Princ je prodro u Akvitaniju gdje su se sukobili on i francuska vojska. Borili su se jer je Edward htio osvojiti Poitiers, a Francuzi to nisu htjeli. Došao je i kralj Ivan II. te je bitka započela.

## Tijek bitke

### Pripreme

#### Engleska vojska
Engleski kraljević Edward je sakrio svoju vojsku u prijevoju Maupertuisu, iza močvara i šikara kojih je bilo jako puno. Prvu liniju svojih strijelaca je sakrio iza jedne jako guste šikare kako ih francuski vojnici ne bi vidjeli.
Edwardova vojska se sastojala od engleskih i velških vojnika, a pomogli su i vojnici iz Bretanje, koja je doduše tad bila pod engleskom vlašću. Vojska se sastojala od 2.000 strijelaca, 3.000 konjanika (viteza) i 1.000 pješaka. Kao što je bilo ranije u Bitci kod Crẻcyja, engleska nada je ležala u dugim strelicama od tisovine. Bitka kod Poitiersa je inače druga od tri u Stogodišnjem ratu bitke u kojoj su za pobjedu Engleske bile zaslužne duge strelice, iako se ponekad osporava njihova toliko velika učinkovitost protiv francuskih viteza konjanika s oklopima i štitovima.
Engleska vojska je bila dobro uvježbana; mnogo vojnika su bili veterani iz ranijih bitaka tog rata. Zapovjednici engleske vojske su bili Edvard Crni Kraljević, Jean de Grailly, sir John Chandos, Thomas de Beauchamp (tadašnji grof od Warwicka) i William de Montagu (tadašnji grof od Salisburyja).

#### Francuska vojska
Jedna od važnijih stvari za francusku vojsku prije bitke bio je savjet koji je grof William Douglas, vođa škotskih trupa, dao francuskom kralju Ivanu II.; rekao mu je da će konjanici biti ranjivi i da će se teško braniti od engleskih strijela. Kralj Ivan II. je poslušao savjet te je poslao pješake naprijed, a konjanike iza, iako je njih bilo više.
Francuska vojska se sastojala od 8.000 konjanika i 3.000 pješaka; cijelu vojsku vodio je francuski kralj Ivan II. Među vojnicima je bilo najviše Francuza, ali je bilo i mnogo Škota (jer je Škotska ratovala protiv Engleske u ovoj bitci) te je čak bilo i nešto malo njemačkih vojnika. Škotske vojnike je vodio lord Douglas, koji je i sam bio Škot.
Francuska vojska je bila podijeljena u tri divizije; jednu je vodio princ Karlo, drugu je vodio vojvoda od Orleansa, a treću sam kralj.

### Pregovori i dani prije bitke
17. rujna su se dvije vojske susrele, ali nisu ratovale, jer su 18. rujna još bile mirne.  Tad su se vodili i pregovori; kardinal Helie de Talleyrand-Perigord je htio pomiriti zaraćene strane. Na francuskoj strani su bili kralj Ivan II., grof od Tankervillea, nadbiskup od Sensa i kardinal Jean de Talaru; Englesku su predstavljali grof od Warwicka, grof od Suffolka, Bartholomew de Burgsherh, James Audley i sir John Chandos. Englezi su čak ponudili da predaju ratni plijen koji su stekli tek nedavno (npr. Normandiju), ali francuski kralj Ivan II. je vjerovao da će njegova vojska lako poraziti Engleze pa je to odbio.

### Borba

#### Francuski napadi
Sama bitka je počela kad je tristo vojnika Svetog Rimskog Carstva, predvođenih Jeanom de Clermontom, napalo engleske trupe. Napad je ubrzo propao, te je većina konjanika ubijena od strane engleske vojske. Čini se da je ipak bilo previše konjanika; neki su čak i zaglibili u blato, postavši laka meta za vojnike princa Edwarda.
Tada je pješaštvo krenulo na Engleze, a strijelci su počeli ispaljivati strijele. Divizija Karla V. je ipak pala nakon dva sata, umorna od dugog marša i nošenja teških metalnih štitova i oklopa, te odbijena engleskim strijelama. Iako su skoro uspjeli, Edwardova vojska je na vrijeme uspjela otjerati Karlovu diviziju i pobijediti u tom dijelu bitke.
Francuzi su se nakon toga spremali na treći napad, ali engleska vojska ih je preduhitrila i počela gađati strelicama. Divizija vojvode od Orleansa je također napala u to vrijeme, ali neki vojnici su se zbunili vidjevši Karlovu diviziju poraženu od strane Engleza. 

#### Pad francuske i zarobljavanje kralja Ivana II.
Nakon toga je sam kralj Francuske Ivan II. krenuo u juriš zajedno sa svojom divizijom, trećom i najvećom od svih. Edward je odgovorio naređujući cijeloj svojoj vojsci da ih napadne, te je krenuo posljednji boj.
Kad je i treća divizija pala, Ivan II. i njegov sin Filip II. su bili okruženi od strane engleske vojske te su ih oni zarobili. Preostali francuski vojnici su se predali ili pobjegli, te je bitka završena.

## Posljedice
Nakon bitke, princ Edward je zapovijedio vojsci da maršira prema Engleskoj, što se i dogodilo. Engleska je pobijedila, a kralj Ivan II. je bio zarobljen. Stvorio se veliki kaos, što je bio opisao karmelićanski redovnik Jean de Venette. Mnogo je i francuskih plemića umrlo u bitci, te je to bila druga velika bitka nakon one kod Crecyja. 
Vlast u Francuskoj je preuzeo Ivanov najstariji sin, princ Karlo (kasnije Karlo V.), koji je dotad uživao popularnost, a sad su ga prezirali, pogotovo plemići. Seljaci su se bunili, a Karlo i visoko plemstvo nisu uspijevali držati moć u rukama zbog tolikog kaosa. 

### Mirovni sporazum
Nakon još nekoliko manjih bitaka, 1360. godine su Engleska i Francuska potpisale mir, poznat kao Ugovor iz Brẻtignyja, koji je bio potpisan 24. listopada u malom francuskom selu Bretigny. Potpisali su ga kralj Edward III. i Ivan II., koji je u međuvremenu pušten iz zatočeništva. Taj mir nije bio pogodan za Francusku, koja je morala platiti milijun zlatnika kako ne bi opet oteli kralja Ivana II., zbog čega je uveden stalni porez (što je dovelo do još većih nereda) a opet nisu uspjeli to skupiti, pa je Ivan II. opet završio u zatočeništvu a rat je opet počeo 1369. godine.
Također, Englezi su dobili cijelu Akvitaniju te pokrajine Calais, Ponthieu i još polovicu Bretanje (ostatak), te pola francuskog plemstva kao vazale>

## Prisutni plemići

### Engleska
Sljedeći su se plemići borili u bitci uz princa Edwarda:
- Thomas de Beauchamp, grof od Warwicka - jedan od zapovjednika u bitci

- William de Montagu, grof od Salisburyja - jedan od zapovjednika u bitci

- Sir John Chandos - jedan od zapovjednika u bitci

- William de Ufford, grof od Suffolka

- John de Vere, grof od Oxforda

- Reginald de Cobham, barun od Cobhama

- Edward le Despencer, barun od Le Despencera

- Sir James Audley - predstavljao Englesku u pregovorima dan prije bitke

- Sir Peter Audley

- Lord Berkeley

- Lord Basset

- Lord Warin

- Lord Delaware

- Lord Manne

- Lord Willoughby

- Lord Bartholomew de Burghersh - predstavljao Englesku u pregovorima dan prije bitke

- Lord Felton

- Lord Pembroke

- Lord Cosington

- Lord Bradetane

- Lord Pommiers

- Lord Langurian

- Lord Caumont

- Lord Lesparre

- Lord Rauzan

- Lord Condon

- Lord Montferrand

- Lord Landiras

- Lord Latrau

- Lord Aubrecicourt

- Lord Ghistelles

- Lord Daniel Paselle

- Lord Amposta

- Sir Thomas Felton

### Francuska
Sljedeći su se plemići borili uz kralja Ivana II.:
- Princ Karlo - jedan od zapovjednika

- Luj, vojvoda od Anjoua

- Ivan, vojvoda od Berryja

- Filip II. Odvažni - jedan od zapovjednika, uhvaćen zajedno s kraljem

- William Douglas, grof od Douglasa - jedan od zapovjednika

- Geoffroy de Charny - vitez, ubijen

- Petar I., vojvoda od Bourbona - jedan od zapovjednika, ubijen

- Valter VI., grof od Brienne - jedan od zapovjednika, ubijen

- John Artois, grof od Eua - ranjen i uhvaćen

- Jakov I., grof od Marchea - uhvaćen

- Luj I., grof od Etampesa - uhvaćen

- Grof od Tancarvillea - uhvaćen

- Grof od Dammartina - uhvaćen

- Grof od Joinvillea - uhvaćen

- Nadbiskup od Sensa - uhvaćen[6]

Ovo su svi plemići koji su sudjelovali u ovoj bitci.